# Freestyle ai XXIV Giochi olimpici invernali - Slopestyle maschile
La gara di slopestyle maschile di freestyle dei XXIV Giochi olimpici invernali di Pechino si è svolta dal 14 al 16 febbraio 2022 al Genting Snow Park di Zhangjiakou.
Lo statunitense Nico Porteous ha vinto la medaglia d'oro, davanti al connazionale Nick Goepper e allo svedese Jesper Tjäder e Alex Ferreira.
Il detentore uscente del titolo era il norvegese Øystein Bråten, che si era imposto nella precedente edizione davanti allo stesso Goepper e al canadese Alex Beaulieu-Marchand.

## Risultati

### Qualificazione
Q — Qualificato per la Finale
I migliori 12 atleti si sono qualificati per la Finale.
| Pos. | Bib | Ordine           | Nome               | Nazione       | Run 1 | Run 2 | Miglior punteggio | Notes |
| ---- | --- | ---------------- | ------------------ | ------------- | ----- | ----- | ----------------- | ----- |
| 1    | 1   | 3                | Andri Ragettli     | Svizzera      | 76.98 | 85.08 | 85.08             | Q     |
| 2    | 4   | 4                | Birk Ruud          | Norvegia      | 83.96 | 40.95 | 83.96             | Q     |
| 3    | 9   | 13               | Nick Goepper       | Stati Uniti   | 82.51 | 80.23 | 82.51             | Q     |
| 4    | 8   | 9                | Jesper Tjäder      | Svezia        | 59.15 | 79.38 | 79.38             | Q     |
| 5    | 6   | 17               | Alexander Hall     | Stati Uniti   | 79.13 | 40.60 | 79.13             | Q     |
| 6    | 2   | 2                | Colby Stevenson    | Stati Uniti   | 78.01 | 35.80 | 78.01             | Q     |
| 7    | 21  | 21               | Ben Barclay        | Nuova Zelanda | 76.00 | 77.71 | 77.71             | Q     |
| 8    | 16  | 11               | Kim Gubser         | Svizzera      | 76.71 | DNS   | 76.71             | Q     |
| 9    | 27  | 18               | Matěj Švancer      | Austria       | 37.25 | 74.86 | 74.86             | Q     |
| 10   | 5   | 5                | Fabian Bösch       | Svizzera      | 53.83 | 74.53 | 74.53             | Q     |
| 11   | 12  | 26               | Max Moffatt        | Canada        | 74.06 | 35.06 | 74.06             | Q     |
| 12   | 14  | 25               | Oliwer Magnusson   | Svezia        | 73.46 | 39.16 | 73.46             | Q     |
| 13   | 15  | 6                | Édouard Therriault | Canada        | 70.40 | 23.75 | 70.40             |       |
| 14   | 20  | 23               | Javier Lliso       | Spagna        | 21.95 | 69.16 | 69.16             |       |
| 15   | 17  | 12               | Finn Bilous        | Nuova Zelanda | 68.01 | 32.85 | 68.01             |       |
| 16   | 7   | 29               | Ferdinand Dahl     | Norvegia      | 35.41 | 67.61 | 67.61             |       |
| 17   | 28  | 28               | Daniel Bacher      | Austria       | 63.60 | 16.21 | 63.60             |       |
| 18   | 29  | 24               | Leonardo Donaggio  | Italia        | 63.48 | 42.88 | 63.48             |       |
| 19   | 22  | 19               | Colin Wili         | Svizzera      | 54.45 | 38.03 | 54.45             |       |
| 20   | 3   | 1                | Mac Forehand       | Stati Uniti   | 51.21 | 37.80 | 51.21             |       |
| 21   | 31  | 16               | He Jinbo           | Cina          | 42.83 | 20.85 | 42.83             |       |
| 22   | 11  | 15               | Christian Nummedal | Norvegia      | 41.48 | 16.03 | 41.48             |       |
| 23   | 13  | 22               | Evan McEachran     | Canada        | 40.90 | 33.70 | 40.90             |       |
| 24   | 26  | 10               | Tormod Frostad     | Norvegia      | 22.11 | 38.05 | 38.05             |       |
| 25   | 18  | 27               | Henrik Harlaut     | Svezia        | 37.70 | 48.16 | 48.16             |       |
| 26   | 24  | 31               | Teal Harle         | Canada        | 36.05 | 33.81 | 36.05             |       |
| 27   | 30  | 8                | Simo Peltola       | Finlandia     | 35.01 | 29.25 | 35.01             |       |
| 28   | 23  | 20               | Hugo Burvall       | Svezia        | 33.40 | 28.58 | 33.40             |       |
| 29   | 25  | 14               | Thibault Magnin    | Spagna        | 33.06 | 14.78 | 33.06             |       |
|      | 10  | 7                | James Woods        | Regno Unito   | DNS   | DNS   | DNS               | DNS   |
| 19   | 30  | Antoine Adelisse | Francia            |               | DNS   | DNS   | DNS               | DNS   |

### Finale
| Pos.    | Bib | Ordine | Nome             | Nazione       | Run 1 | Run 2 | Run 3 | Miglior punteggio |
| ------- | --- | ------ | ---------------- | ------------- | ----- | ----- | ----- | ----------------- |
| Oro     | 6   | 8      | Alexander Hall   | Stati Uniti   | 90.01 | 86.38 | 31.41 | 90.01             |
| Argento | 9   | 10     | Nick Goepper     | Stati Uniti   | 45.75 | 86.48 | 53.45 | 86.48             |
| Bronzo  | 8   | 9      | Jesper Tjäder    | Svezia        | 85.35 | 16.11 | 37.33 | 85.35             |
| 4       | 1   | 12     | Andri Ragettli   | Svizzera      | 78.20 | 83.50 | 33.95 | 83.50             |
| 5       | 4   | 11     | Birk Ruud        | Norvegia      | 26.98 | 47.93 | 79.33 | 79.33             |
| 6       | 5   | 3      | Fabian Bösch     | Svizzera      | 78.05 | 51.46 | 13.98 | 78.05             |
| 7       | 2   | 7      | Colby Stevenson  | Stati Uniti   | 77.41 | 41.73 | 55.18 | 77.41             |
| 8       | 27  | 4      | Matěj Švancer    | Austria       | 73.05 | 31.86 | 49.83 | 73.05             |
| 9       | 12  | 2      | Max Moffatt      | Canada        | 47.18 | 65.31 | 70.40 | 70.40             |
| 10      | 21  | 6      | Ben Barclay      | Nuova Zelanda | 29.16 | 29.78 | 67.40 | 67.40             |
| 11      | 14  | 1      | Oliwer Magnusson | Svezia        | 23.75 | 22.75 | 40.46 | 40.46             |
|         | 16  | 5      | Kim Gubser       | Svizzera      | DNS   | DNS   | DNS   | DNS               |